# 燕山勒功碑
燕山勒功碑，俗称十面碑，位于北京市密云区原县城东门外路北原八蜡庙院内。

## 简介
燕山勒功碑为戚继光镇边功绩碑。碑共两座，位于南北甬路两侧，为亭式结构建筑。碑的高度约5米，碑座、碑身、碑顶都是青石刻成。碑身共有十个平面。碑文为明朝万历元年（1573年）兵部侍郎汪道昆撰写，内容是戚继光、谭纶在华北驻防练兵的事迹。
1996年9月，燕山勒功碑被定为密云县文物保护单位。